# Juan Pedro Álvarez
Juan Pedro Álvarez (* 27. Dezember 2004) ist ein uruguayischer Leichtathlet, der sich auf den Sprint spezialisiert hat.

## Sportliche Laufbahn
Erste internationale Erfahrungen sammelte Juan Pedro Álvarez im Jahr 2022, als er bei den U23-Südamerikameisterschaften in Cascavel in 10,60 s den sechsten Platz im 100-Meter-Lauf belegte und über 200 Meter mit 21,39 s auf Rang sieben gelangte. Im Jahr darauf belegte er dann bei den U20-Südamerikameisterschaften in Bogotá mit 10,75 s den siebten Platz über 100 Meter. 2025 schied er bei den Südamerikameisterschaften in Mar del Plata mit 21,34 s in der Vorrunde über 200 Meter aus und kam mit der 4-mal-100-Meter-Staffel im Vorlauf nicht ins Ziel.
2022 wurde Nicolari uruguayischer Meister im 100-Meter-Lauf sowie 2023 und 2025 über 200 Meter. Zudem wurde er 2024 Landesmeister in der 4-mal-100-Meter-Staffel.

## Persönliche Bestzeiten
- 100 Meter: 10,55 s (+1,6 m/s), 19. Mai 2023 in Bogotá
- 200 Meter: 21,39 s (+1,1 m/s), 1. Oktober 2022 in Cascavel